# ريتشارد غيدز
ريتشارد غيدز هو سياسي أسترالي، ولد في 5 نوفمبر 1921، وتوفي في 12 أغسطس 1992. نشط حزبياً في تحالف الليبرالية والريفي (1974 – 1974). وقد انتخب عضو المجلس التشريعي لجنوب أستراليا ‏ وقد انضم خلال فترته النيابية (12 يوليو 1975 – 14 سبتمبر 1979) للكتلة البرلمانية حزب أستراليا الليبرالي (فرع جنوب أستراليا) ‏ وانتخب عضو المجلس التشريعي لجنوب أستراليا ‏ عن دائرة Northern District (South Australian Legislative Council) ‏ وقد انضم خلال فترته النيابية (6 مارس 1965 – 11 يوليو 1975) للكتلة البرلمانية تحالف الليبرالية والريفي.